# RSAG-Typ 6NGTWDE
Der 6NGTWDE (Sechsachsiger Niederflur-Gelenk-Triebwagen mit Drehstromantrieb in Einrichtungsausführung) oder 6N1 (Sechsachsiger Niederflurwagen der ersten Generation) ist der erste niederflurige Straßenbahn-Fahrzeugtyp der Rostocker Straßenbahn AG (RSAG). Von 1994 bis 1996 wurden 40 Exemplare ausgeliefert.

## Beschaffung
Nach der Wiedervereinigung war der Fahrzeugbestand der Straßenbahn Rostock mit einer Vielzahl Gothawagen (Zweiachser und Gelenkwagen) stark veraltet, so dass die RSAG als erster der ehemaligen DDR-Straßenbahnbetriebe eine relativ große Serie von Neufahrzeugen ausschrieb. Dabei sollte es sich entsprechend neuester Technik um Niederflurwagen mit Drehstromantrieb handeln. Anfangs war dabei geplant, sowohl Ein- als auch Zweirichtungswagen zu beschaffen. Schließlich entschied man sich jedoch für einheitliche Einrichtungswagen. Die Anzahl musste im Laufe der Beschaffung aus finanziellen Gründen von 50 auf 40 reduziert werden. Im Rahmen dessen wurde im Oktober 1991 ein Wagen des Typs NGT6C der Straßenbahn Kassel in Rostock erprobt.
Im Dezember 1991 wurde der Auftrag dann an die Duewag, den Waggonbau Bautzen (Teil von Deutsche Waggonbau), ABB Henschel und Siemens für den elektrischen Teil vergeben. Diese Unternehmen hatten einen dem NGT6C und MGT6D konzeptionell ähnlichen, ebenfalls von der Duewag entwickelten Fahrzeugtyp angeboten. Die Fertigung der Wagenkästen und die weitere Montage erfolgten in Bautzen. Die Fahrwerke lieferte die Duewag. ABB Henschel lieferte die Traktionsumrichter und Fahrmotoren, Siemens die Antriebssteuerung, Fahrzeugleittechnik und weitere Elemente der elektrischen Ausrüstung.
Die Auslieferung der Fahrzeuge begann Ende März 1994. Nach ungefähr acht Wochen Inbetriebnahme und anschließender Ausbildung des Fahrpersonals wurde der Fahrgastbetrieb am 8. Juli 1994 aufgenommen.
Bereits ab 1990 hatte die RSAG auch bauliche Vorbereitungen für den Einsatz der Fahrzeuge umgesetzt. Dazu gehörten Bahnsteigdächer im Bereich der mittleren Türen, damit die Fahrgäste vorzugsweise diese benutzen würden, sowie Dacharbeitsstände im Betriebshof, um die Instandhaltung der niederflurtypisch auf dem Dach angeordneten elektrischen Ausrüstung zu gewährleisten.

## Technik und Aufbau
Wie beim NGT6C und MGT6D handelt es sich um dreiteilige Gelenkwagen mit aufgesattelten Endwagen und langem Mittelteil. Die Endteile laufen jeweils auf einem Triebdrehgestell, das den beim LVB-Typ 36, beim SWB-Typ R1.1 und beim Rheinbahn-Typ NF-GT-L verwendeten gleicht. Der Mittelteil läuft auf zwei antriebslosen Einzelrad-Einzelfahrwerken, die zu denjenigen des NGT6C identisch sind. In den Endteilen gibt es jeweils eine Einzeltür zwischen Drehgestell und Wagenende (lichte Weite 750 mm) sowie eine Doppeltür zwischen Drehgestell und Gelenk (lichte Weite 1300 mm). Im Mittelteil gibt es mittig eine Doppeltür. Der mittlere Wagenteil entspricht mit einem Radstand von 6250 mm und einer Länge von 9150 mm (zwischen den Gelenkdrehpunkten) weitestgehend den ähnlichen Fahrzeugen. Die Endteile sind mit 10 500 mm (zwischen Gelenkdrehpunkt und Front-/Heckblech) jedoch sichtbar länger. Dies zeigt sich in der Anordnung zusätzlicher kleiner Fenster bei den Gelenken sowie auf der linken Seite an Front und Heck.
Über den Triebdrehgestellen liegt die Fußbodenhöhe bei 560 mm über der Schienenoberkante, im sich dazwischen erstreckenden Niederflurbereich auf 350 mm. Zu den Doppeltüren hin ist der Boden noch einmal leicht auf 300 mm abgesenkt. Eine Besonderheit gegenüber ähnlichen Fahrzeugen besteht darin, dass zwischen Hoch- und Niederflurbereich keine Stufe angeordnet wurde, sondern eine 5° geneigte Rampe über die gesamte Wagenbreite. Somit sind von den Doppeltüren aus alle Bereiche, bis auf ein kleines zusätzlich erhöhtes Podest ganz im Heck, stufenfrei erreichbar. Dazu mussten die Doppeltüren der Endteile mit größerer Entfernung von den Drehgestellen angeordnet werden als bei ähnlichen Fahrzeugen üblich. Die Einzeltür-Einstiege an den Enden sind jeweils mit einer Stufe und einer Einstiegshöhe von 350 mm ausgeführt.
Die Wagenkästen wurden in Stahl-Leichtbauweise mit größtenteils gekanteten Profilen gefertigt. Mit einer Leermasse von 30 600 Kilogramm (gemessen am ersten Fahrzeug) bzw. ungefähr einer Tonne pro Meter Fahrzeuglänge galten die Fahrzeuge bei Inbetriebnahme als besonders leicht bzw. auf die Fläche bezogen als die leichtesten bis zu diesem Zeitpunkt gebauten Niederflurwagen. Bei den Motoren handelt es sich um wassergekühlte Drehstrom-Asynchronmaschinen. Die ebenfalls wassergekühlten vier Traktionsumrichter arbeiten bei den ersten 15 Fahrzeugen mit Bipolartransistoren und bei allen weiteren mit IGBT. Von letzteren wurde eine weitere Masseeinsparung von 150 Kilogramm erwartet.

## Einsatz

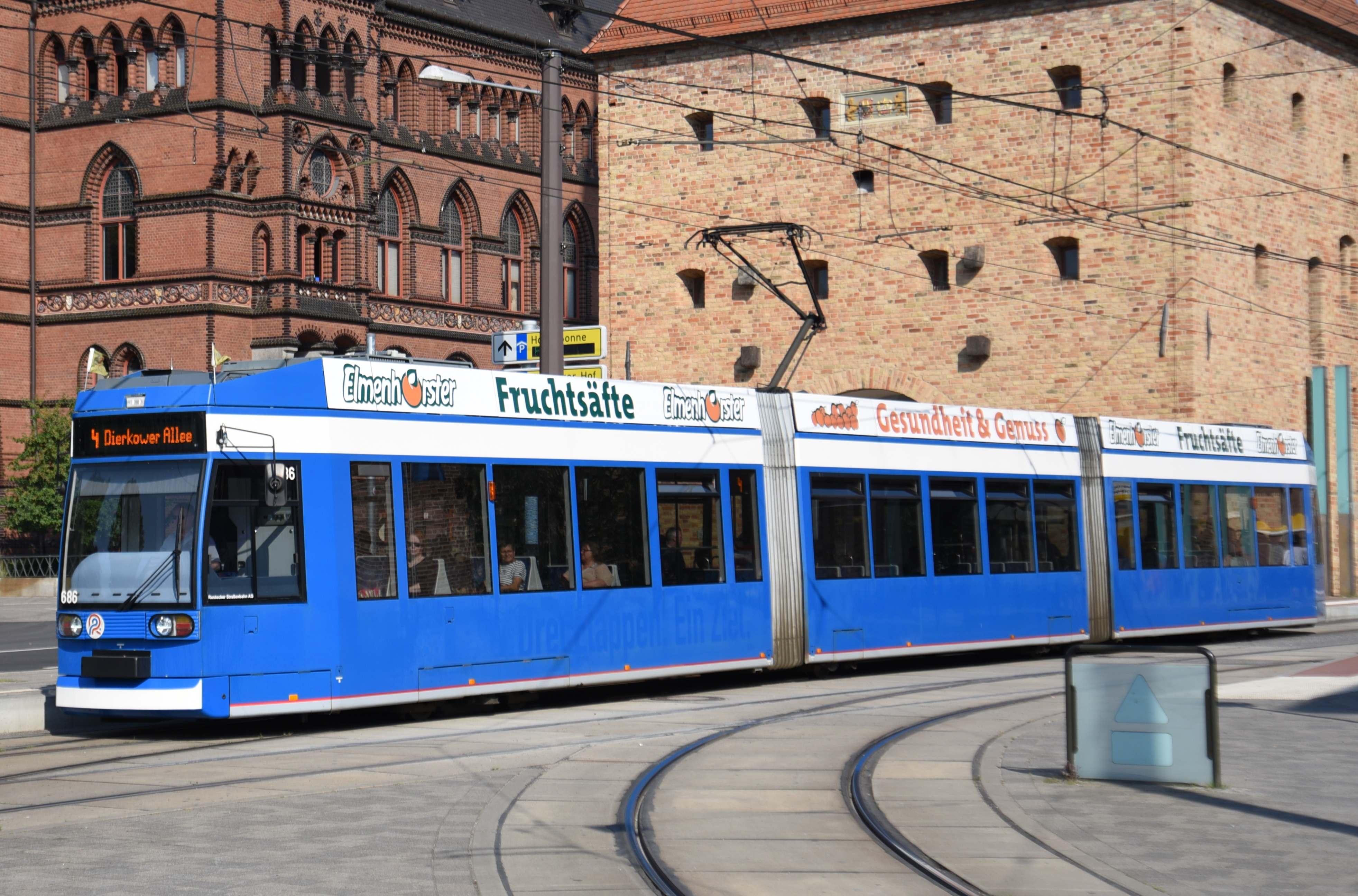
Ansicht der türlosen Seite

Anfangs erfolgte der Einsatz konzentriert auf der Linie 2 (Marienehe – Kurt-Schumacher-Ring), ab dem zwölften einsetzbaren Fahrzeug auch auf der Linie 12 (Marienehe – Hauptbahnhof). Mit der weiteren Auslieferung erweiterte sich das Einsatzgebiet und die 6N1 wurden aufgrund ihrer hohen Anzahl zum prägenden Fahrzeugtyp der Straßenbahn Rostock.

## Sanierung und Ausmusterung
Ab 2019 bereitete die RSAG den Ersatz aller 6N1 durch 39 Neufahrzeuge vor. Nachdem dies in der Rostocker Lokalpolitik wegen der hohen Kosten scharf kritisiert wurde, fiel im November 2020 der Entschluss, einige 6N1 zu sanieren und entsprechend weniger Neufahrzeuge zu beschaffen. Eine Sanierung der gesamten Fahrzeugserie lehnte die RSAG mit Verweis darauf ab, dass nur wenige Fahrzeuge gleichzeitig saniert werden können, um stets genügend einsatzbereite Wagen verfügbar zu haben. Dadurch würde eine Sanierung aller Fahrzeuge sehr lange dauern und sich der Zustand der unsanierten Fahrzeuge weiter verschlechtern.
Im Mai 2021 schrieb die RSAG die Sanierung von zunächst zehn und optional fünf weiteren 6N1 aus, um diese bis 2036 weiter nutzen zu können. Schwerpunkte sind dabei Untergestelle, Seitenwände, Drehgestelle und EEF. Auch der Ersatz oder die Überholung vieler Elemente der elektrischen Ausrüstung gehören zum Auftragsumfang. Den Auftrag erhielt die in Leipzig ansässige Firma IFTEC. Ein erster zu sanierender Wagen, Nr. 678, wurde im März 2022 nach Leipzig transportiert. Zu diesem Zeitpunkt erwartete die RSAG die Rückkehr im März 2023. Schließlich traf der Wagen jedoch erst im Januar 2024 wieder in Rostock ein. Als Gründe für die Verzögerung nannten die Beteiligten Lieferschwierigkeiten bei einigen Bauteilen und Personalmangel.
Zu den ersten Ausmusterungen von 6N1 kam es 2023, nachdem Nr. 661 und 686 im März 2022 kollidierten und dabei stark beschädigt wurden.